# Laura Breckenridge

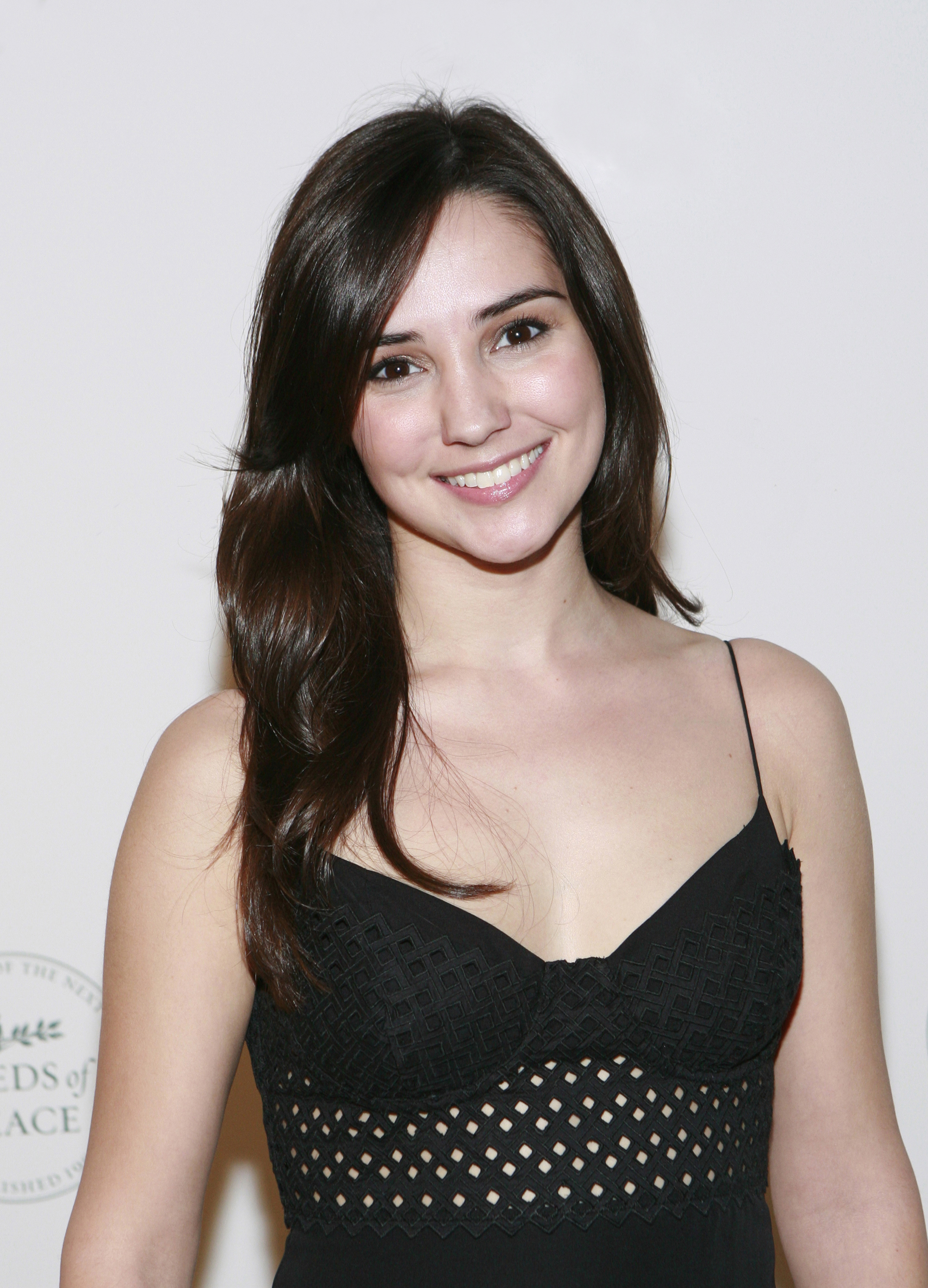
Laura Breckenridge 2009

Laura Breckenridge (* 22. August 1983 in Flourtown, Pennsylvania) ist eine US-amerikanische Schauspielerin, die vor allem als Rose Sorelli in der US-Fernsehserie Related große Bekanntheit erlangte.

## Karriere
2006 spielte Laura Breckenridge im Film Loving Annabelle, in dem sich eine katholische Schullehrerin in eine ihrer Schülerinnen verliebt, die Rolle eines Teenager. In der von The CW ausgestrahlten Jugendserie Gossip Girl verkörperte sie die Rolle der Lehrerin Rachel Carr.

## Filmografie (Auswahl)
- 2001: Boston Public (Fernsehserie, 1 Episode)
- 2005: Southern Belles
- 2005: Havoc
- 2005–2006: Related (Fernsehserie, 19 Episoden)
- 2006: Loving Annabelle
- 2006: The Favor
- 2008: Beautiful Loser
- 2009: Amusement
- 2009: Hit and Run
- 2009: Gossip Girl (Fernsehserie, 3 Episoden)
- 2010: Drop Dead Diva (Fernsehserie, 1 Episode)
- 2010: CSI: Den Tätern auf der Spur (CSI: Crime Scene Investigation, Fernsehserie, 1 Episode)
- 2011: Grey’s Anatomy (Fernsehserie, 1 Episode)
- 2011: Weihnachtszauber – Ein Kuss kann alles verändern (A Christmas Kiss)
- 2012: CSI: NY (Fernsehserie, 1 Episode)
- 2012–2013: The Mob Doctor (Fernsehserie, 2 Episoden)
- 2012–2013: Blue Bloods – Crime Scene New York (Blue Bloods, Fernsehserie, 2 Episoden)
- 2014: The Michaels
- 2015: Rizzoli & Isles (Fernsehserie, 1 Episode)
- 2015: Criminal Minds (Fernsehserie, 1 Episode)
- 2017: Bull (Fernsehserie, 1 Episode)